# Lisa McPherson

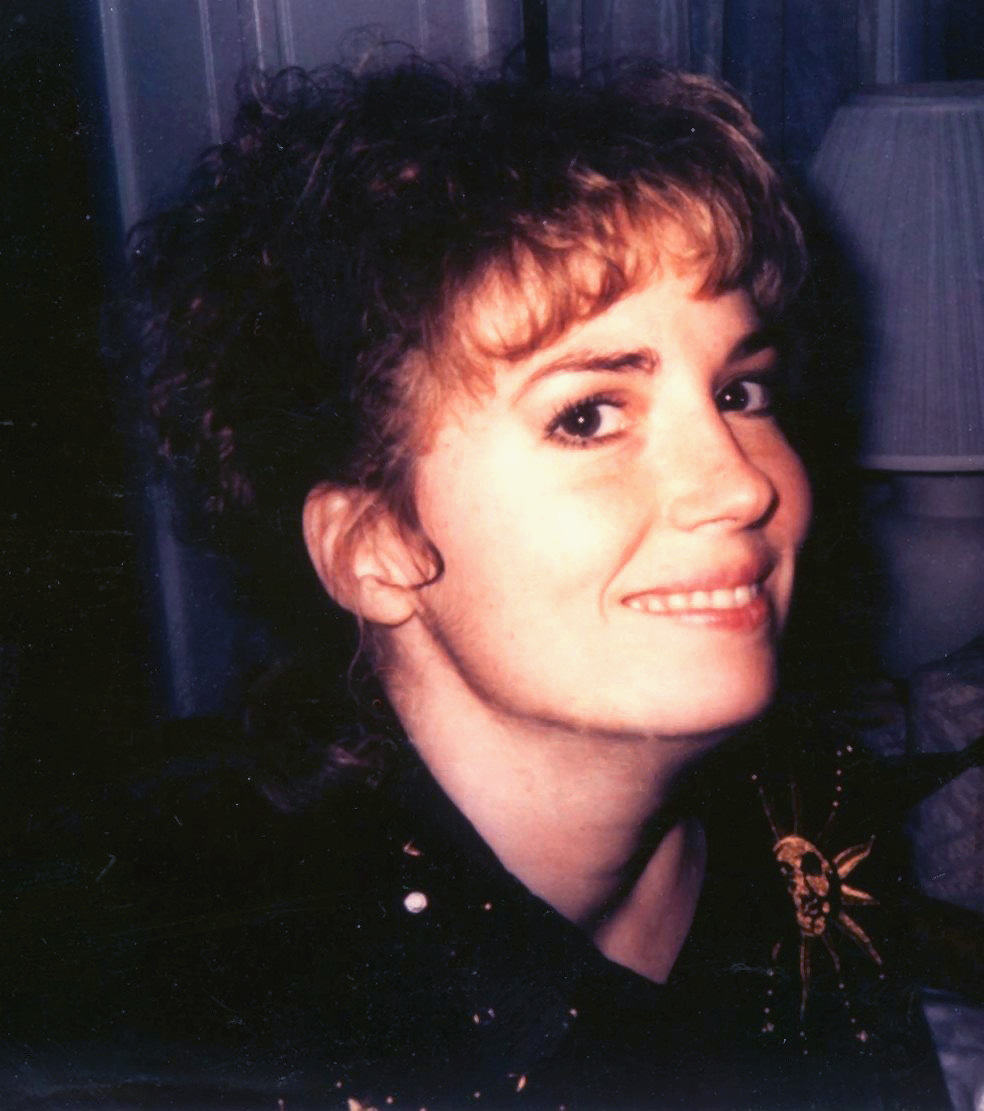
Lisa McPherson

Lisa McPherson (* 10. Februar 1959 in den USA; † 5. Dezember 1995) war ein US-amerikanisches Mitglied von Scientology. Sie ist, während sie in der Obhut der Flag Service Organization (FSO), eines Zweigs der Scientology-Organisation, war, verhungert und verdurstet.

## Verfahren
Aufgrund der Todesumstände wurde die Scientology-Organisation wegen unterlassener Hilfestellung und Ausübung des Medizinerberufs ohne Bescheinigung angeklagt.
Das Strafverfahren gegen die dortige Scientology-Abteilung wurde am 12. Juni 2000 eingestellt, die offizielle Todesursache wurde am 13. Juni 2000 von „unbestimmt“ in „Unfall“ geändert.
Ein Zivilverfahren, eingeleitet von McPhersons Familie, wurde am 28. Mai 2004 mit einem vertraulichen Vergleich abgeschlossen.
Am 22. Juni 2009 gab Mark Rathbun, ein ehemaliges Scientology-Mitglied zu, dass er die Vernichtung von Dokumenten zu dem Fall angewiesen hatte.
Am 17. November 2012 gab er zudem bekannt, dass Scientology $ 30 Millionen aufbrachte, um Richter in Florida bezüglich der Straf- und Zivilklagen zu beeinflussen. Der Anwalt der Gerichtsmedizinerin, Jeffrey Goodis, sei mit Super-Bowl-Tickets und anderen Geschenken bestochen worden. Goodis bestritt die Vorwürfe.
Scientology führte eine Lisa-McPherson-Vertragsklausel ein, mit der neue Mitglieder Scientology von jeder Verantwortung für solche Fälle entbinden.

## Hintergrund
Am 18. November 1995 wurde Lisa McPherson in einen kleineren Autounfall verwickelt. Sie wurde nicht verletzt, war jedoch verwirrt und riss sich die Kleider vom Leib. Sie wurde in ein Krankenhaus eingeliefert und sollte von dort zur Untersuchung in eine psychiatrische Klinik verlegt werden. Dies wurde jedoch durch das Auftauchen zweier Scientology-Mitglieder verhindert, die McPherson als Scientologin auswiesen und behaupteten, dass sie als solche mit der Psychiatrie nichts zu tun haben wolle, sondern lediglich „Ruhe und Entspannung“ brauche.
Über die weiteren Ereignisse in der Zeit zwischen dem 18. November 1995 und dem 5. Dezember 1995 ist wenig bekannt. Fest steht, dass McPherson in ein Haus der Scientology-Organisation gebracht wurde und dort tagelang kein Trinkwasser verabreicht bekam. Der gerichtsmedizinischen Untersuchung zufolge gilt ein durch den schweren Wasserverlust und die Bettruhe entstandenes Blutgerinnsel als Todesursache.
Am 5. Dezember 1995 wurde die in einem schlechten Zustand befindliche Leiche von Lisa McPherson durch Scientology-Mitglieder zum New Port Richey Hospital im Norden von Clearwater, Florida, gebracht.

## Der Fall in der Öffentlichkeit
Durch den Fall Lisa McPherson wurde die Öffentlichkeit auf die Scientology-Organisation aufmerksam. Sie wurde von vielen Seiten stark kritisiert, das Zivilverfahren wurden jedoch nach einem unveröffentlichten Abkommen beider Parteien ohne Verurteilungen wieder eingestellt. Zu Lisa McPhersons Gedenken gibt es heute eine große Anzahl verschiedener Mahn- und Gedenkseiten im Internet.